# ニール・セディ
ニール・セディ（Neel Sethi, 2003年12月22日 - ）は、アメリカ合衆国の子役。

## 略歴
ニューヨークで歯科医の両親のもとに生まれたインド系アメリカ人。
2016年公開の映画『ジャングル・ブック』における主演・モーグリ役を決める10歳から12歳までを対象としたオーディションが2014年に行われ、
当時10歳だった彼は、自身がたまたま習っていたインドダンスの先生と両親からこの話を聞き、参加することを決めた。
子役としての演技経験は殆どなかったが、当作品の監督を務めたジョン・ファヴローから人柄や身体能力などを高く評価され、最終的にアメリカ、イギリス、ニュージーランド、カナダから参加した約2000人もの中から彼がモーグリ役として選ばれた。

## 人物
将来の夢は、両親の跡を継ぐ歯科医。
スポーツが大好きで、毎日のようにフットボール、バスケットボール、野球で遊び、地元・ニューヨークでニューヨーク・ジャイアンツ、ニューヨーク・ニックス、ニューヨーク・メッツを応援するファンでもある。また、ダンスやテコンドーも習っており、映画『ジャングル・ブック』のオーディションではテコンドーを披露したという。
好きな食べ物はパーニープーリー、パラーター、ドーサ、グラブ・ジャムンなどのインド料理が中心。
また、キャプテン・アメリカの映画が好きだといい、俳優はクリス・エヴァンス、マシュー・ペリー、女優はプリヤンカー・チョープラー、ミュージシャンはブルーノ・マーズ、ワン・ダイレクション、エド・シーランを好きな人物として挙げている。

## 出演作品

### 短編映画
- ディワーリー Diwali（2013年） - ジェイ役

### 映画
- ジャングル・ブック Jungle Book（2016年） - モーグリ役